# Eugene Van Antwerp
Eugene Ignatius Van Antwerp (Detroit, 26 luglio 1889 – Detroit, 5 agosto 1962) è stato un politico statunitense, sindaco di Detroit dal 1948 al 1950.

## Biografia
Nacque il 26 luglio 1889, figlio di Eugene C. Van Antwerp e Cecelia Renaud. Nel 1911 Van Antwerp sposò Mary Frances McDevitt, da cui ebbe undici figli: Dolores, Pauline, Loretta, Eugene, Joseph, Gore, Joan, Agnes, George, Decia, and Daniel. Frequentò l'Università di Detroit e lavorò come insegnante di inglese alla Gonzaga University nel 1910-1911. Fece ritorno a Detroit, dove lavorò per breve tempo al Dipartimento di Polizia prima di lavorare come ingegnere civile. Si arruolò nello United States Army Corps of Engineers durante la prima guerra mondiale e fu uno dei primi membri della Supreme Headquarters Allied Expeditionary Force ad atterrare in Francia, dove restò dal 1917 al 1919. Ritornò a lavorare come ingegnere civile dopo la guerra.
Van Antwerp fu eletto nel consiglio comunale di Detroit nel 1932., dove rimase fino al 1948, quando si candidò a sindaco. Durante il periodo al consiglio, fu presidente dell'associazione dei veterani di guerre straniere nel 1938-39. Van Antwerp rimase in carica da sindaco solo per un mandato, sconfiggendo Edward Jeffries nel 1947 ma perdendo le primarie del 1949. Ritornò nel consiglio comunale nel 1950, alla morte di Edward Jeffries. Van Antwerp rimase nel consiglio comunale fino alla morte, avvenuta il 5 agosto 1962.